# Loures
Loures – miejscowość w Portugalii, leżąca w dystrykcie Lizbona, w regionie Lizbona w podregionie Grande Lizbona. Miejscowość jest siedzibą gminy o tej samej nazwie.

## Demografia
| Liczba ludności gminy Loures (1890–2011) | Liczba ludności gminy Loures (1890–2011) | Liczba ludności gminy Loures (1890–2011) | Liczba ludności gminy Loures (1890–2011) | Liczba ludności gminy Loures (1890–2011) | Liczba ludności gminy Loures (1890–2011) | Liczba ludności gminy Loures (1890–2011) | Liczba ludności gminy Loures (1890–2011) | Liczba ludności gminy Loures (1890–2011) | Liczba ludności gminy Loures (1890–2011) | Liczba ludności gminy Loures (1890–2011) |
| ---------------------------------------- | ---------------------------------------- | ---------------------------------------- | ---------------------------------------- | ---------------------------------------- | ---------------------------------------- | ---------------------------------------- | ---------------------------------------- | ---------------------------------------- | ---------------------------------------- | ---------------------------------------- |
| 1890                                     | 1900                                     | 1910                                     | 1920                                     | 1930                                     | 1960                                     | 1981                                     | 1991                                     | 2001                                     | 2004                                     | 2011                                     |
| 18 219                                   | 22 325                                   | 26 274                                   | 26 684                                   | 29 014                                   | 102 124                                  | 276 467                                  | 322 158                                  | 199 059                                  | 199 231                                  | 205 054                                  |

## Sołectwa
Sołectwa gminy Loures (ludność wg stanu na 2011 r.)
- Apelação – 5647 osób
- Bobadela – 8839 osób
- Bucelas – 4663 osoby
- Camarate – 19 789 osób
- Fanhões – 2801 osób
- Frielas – 2171 osób
- Loures – 27 632 osoby
- Lousã – 3169 osób
- Moscavide – 14 266 osób
- Portela – 11 809 osób
- Prior Velho – 7136 osób
- Sacavém – 18 469 osób
- Santa Iria de Azóia – 18 240 osób
- Santo Antão do Tojal – 4216 osób
- Santo António dos Cavaleiros – 25 881 osób
- São João da Talha – 17 252 osoby
- São Julião do Tojal – 3837 osób
- Unhos – 9507 osób